# Ichinomiya, Aichi

Ichinomiya (一宮市 Ichinomiya-shi?) este un municipiu din Japonia, prefectura Aichi.